# IK Göta
Der Idrottsklubben Göta ist ein traditionsreicher schwedischer Sportverein aus Stockholm.
Der Verein wurde im Jahr 1900 gegründet und hat Sektionen im Eishockey, Bandy, Unihockey, Handball und in der Leichtathletik. Er brachte eine große Anzahl an schwedischen Meistern hervor, die sich auf Einzeldisziplinen und Mannschaftswettbewerbe verteilen. So gewann die Männermannschaft im Eishockey neun und die Bandymannschaft vier Meisterschaften. Die Bandymannschaft der Damen war bisher achtmal schwedischer Meister.

## Eishockey
Der Club zählte zu den Initiatoren des schwedischen Eishockeyverbandes und gewann auch das erste nationale Finale gegen Hammarby IF mit 6:0. Die Mannschaft spielte 34 Saisonen in der höchsten Spielklasse und erkämpfte dabei acht weitere Meistertitel, von denen der letzte 1948 gewonnen wurde. Heute gibt es keine Seniorenmannschaft mehr, da sich der Verein auf die Ausbildung von jungen Spielern spezialisiert hat.

## Bandy
Die Männermannschaft gewann in den Jahren 1925, 1927, 1928 und 1929 den schwedischen Meistertitel und stand ein weiteres Mal im Finale. Später wurde die Sektion Bandy für Männer aufgegeben.
Seit 1929 hatte der Verein eine Damenmannschaft im Bandy, die in den Jahren 1973, 1976, 1977, 1978, 1979, 1980, 1981 und 1983 den Meistertitel erspielten. In zwei weiteren Saisonen wurde das Finale erreicht. Später erfolgte eine Zusammenlegung mit der Damenmannschaft des Vereins Hammarby IF, die nun als IK Göta/Hammarby IF um Meisterschaftspunkte kämpft.

## Weblink
- IK Göta (Memento vom 17. September 2008 im Internet Archive)